# آنتونی جانستون
آنتونی جانسون (زاده ۲۷ اوت ۱۹۷۲) نویسنده کمیک، بازی‌های ویدئویی و رمان اهل انگلستان است. او را بیشتر به خاطر کمیک‌های آخرالزمانی می‌شناسند. او همچنین یکی از نویسندگان بازی فضای مرده است.

## Interviews
- AntonyJohnston.com Interviews listing
- Interview with Antony Johnston بایگانی‌شده  در ۲۹ ژانویه ۲۰۰۸ توسط Wayback Machine at ComiXology, ۲۱ ژانویه ۲۰۰۸
- "Wizard Q&A: Antony Johnston", Wizard, ۵ مارس ۲۰۰۸